# 尼古拉斯·纳瓦罗 (1963年)
尼古拉斯·纳瓦罗（西班牙語：Nicolás Navarro，1963年9月17日—），墨西哥男子足球运动员，司职守门员。他曾代表墨西哥国家队参加1995年法赫德国王杯，获得季军。他也曾出战1993年和1995年美洲杯。